# Maaninka
Maaninka este o fostă comună din Finlanda.